# Hulst
Hulst – miasto oraz gmina w południowej Holandii, w prowincji Zeeland, w pobliżu granicy z Belgią. Około 26 tys. mieszkańców. Hulst znajduje się około 30 km od Antwerpii. Miastem partnerskim Hulst jest niemieckie miasto Michelstadt.

## Miasta partnerskie
- Michelstadt